# Coste della Sesia rosato
Le Coste della Sesia rosato est un vin italien de la région Piémont dont les appellations sont dotés d'une appellation DOC depuis le 14 septembre 1996. Seuls ont droit à la DOC les vins rouges récoltés à l'intérieur de l'aire de production définie par le décret. 

## Aire de production
Les vignobles autorisés se situent en province de Biella et province de Verceil dans les communes de Lessona, Masserano, Brusnengo, Curino, Villa del Bosco, Sostegno, Cossato, Mottalciata, Candelo, Quaregna, Cerreto Castello, Valdengo et Vigliano Biellese.
Les vignobles se situent sur les pentes qui surplombent la rive droite du cours d'eau de la Sesia.

## Caractéristiques organoleptiques
- couleur : rosée plus ou moins intense
- odeur : caractéristique, parfumé
- saveur : sec, harmonieux

## Production
Province, saison, volume en hectolitres :
- pas de données disponibles